# Люббенау
Люббенау (нім. Lübbenau, н.-луж. Lubnjow/Błota, в.-луж. Lubnjow) — місто в Німеччині, розташоване в землі Бранденбург. Входить до складу району Верхній Шпревальд-Лаузіц.
Площа — 138,78 км2. Населення становить 15 969 ос. (станом на 31 грудня 2020). Офіційний код - 12 0 66 196.
Офіційною мовою в населеному пункті, крім німецької, є лужицька.

## Демографія
| Рік  | Населення |
| ---- | --------- |
| 1875 | 10 174    |
| 1890 | 10 359    |
| 1910 | 10 549    |
| 1925 | 10 526    |
| 1939 | 9 672     |
| 1950 | 12 986    |
| 1964 | 22 542    |

| Рік  | Населення |
| ---- | --------- |
| 1971 | 26 192    |
| 1981 | 25 270    |
| 1985 | 24 295    |
| 1990 | 23 854    |
| 1995 | 22 182    |
| 2000 | 19 959    |
| 2005 | 17 808    |

| Рік  | Населення |
| ---- | --------- |
| 2010 | 16 820    |
| 2015 | 16 237    |
| 2016 | 16 109    |
| 2017 | 16 090    |
| 2018 | 16 021    |
| 2019 | 15 977    |
| 2020 | 15 969    |

Джерела даних вказані на Wikimedia Commons.

## Галерея

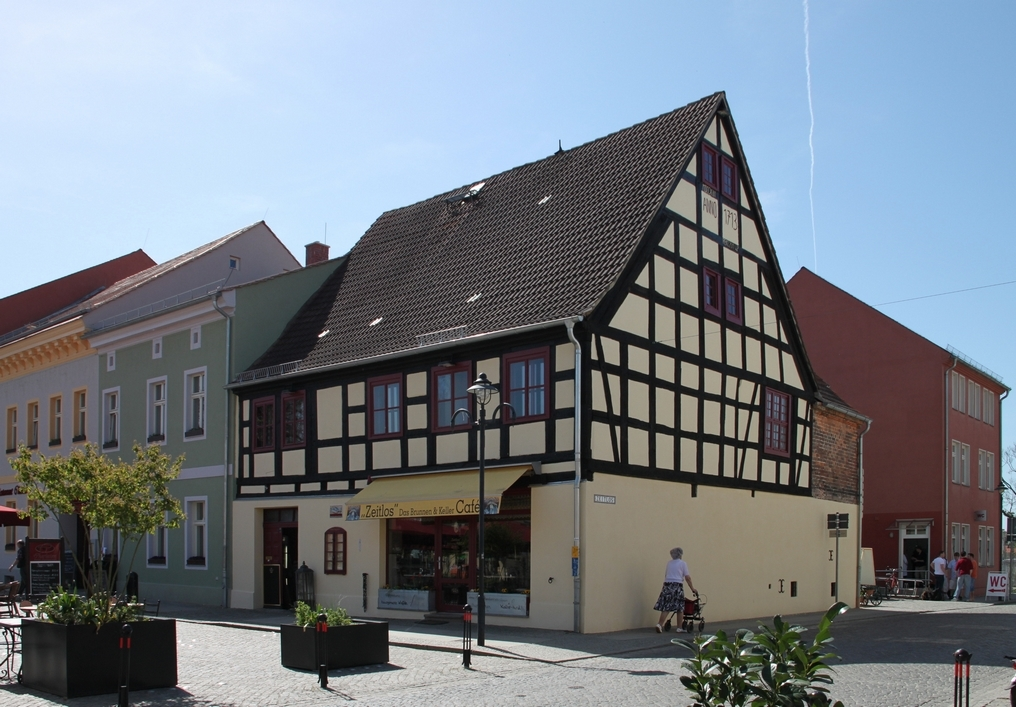
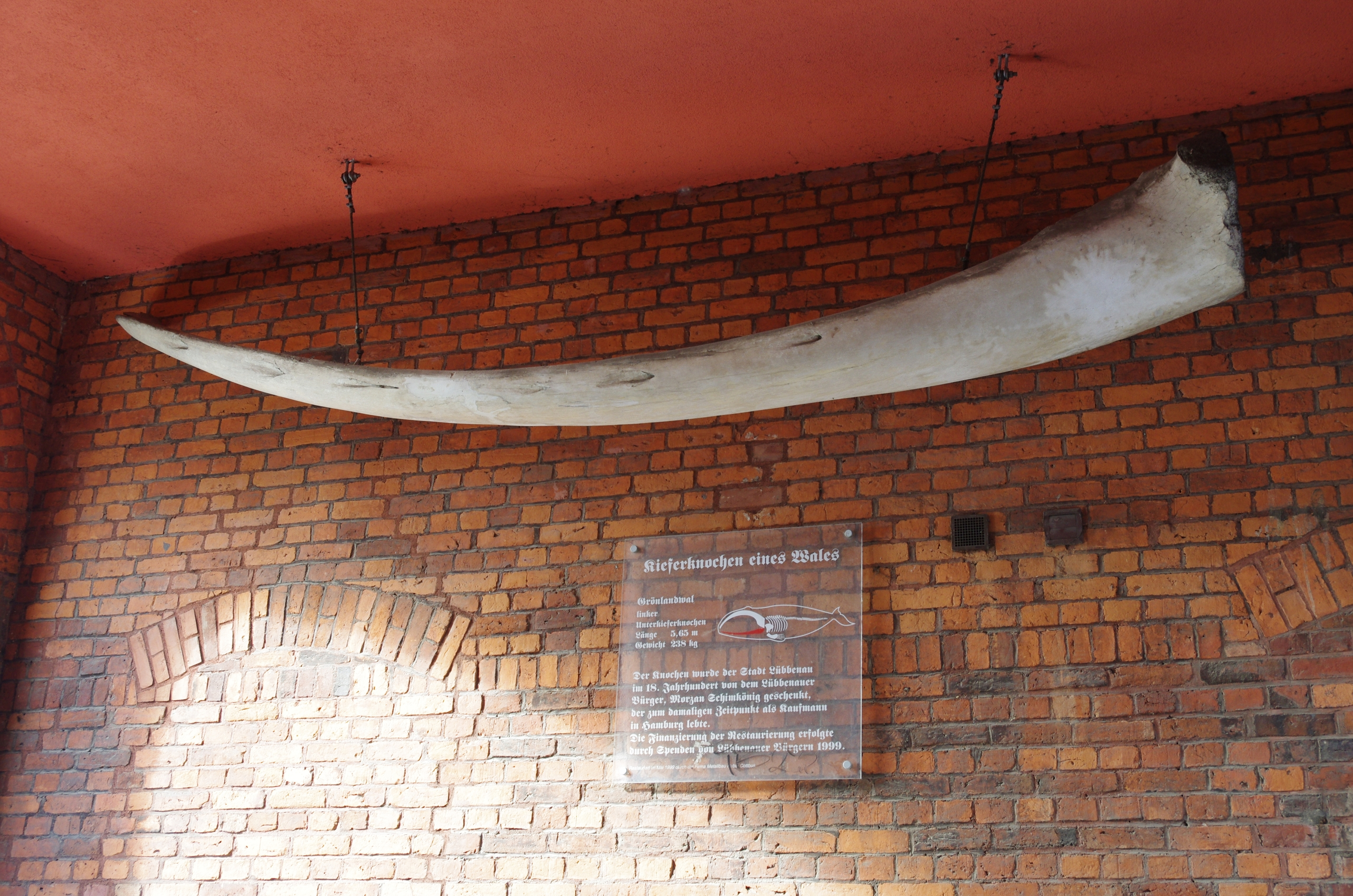
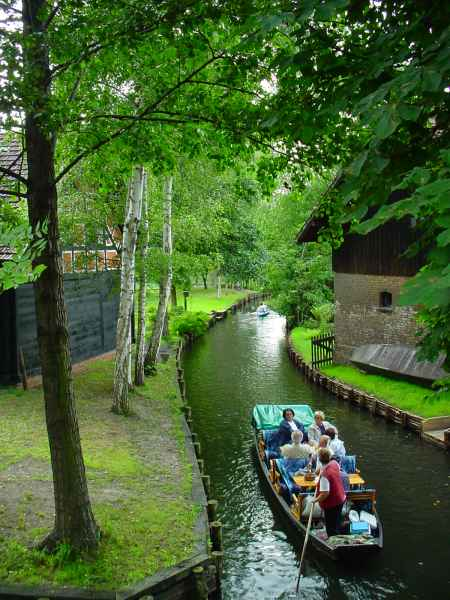
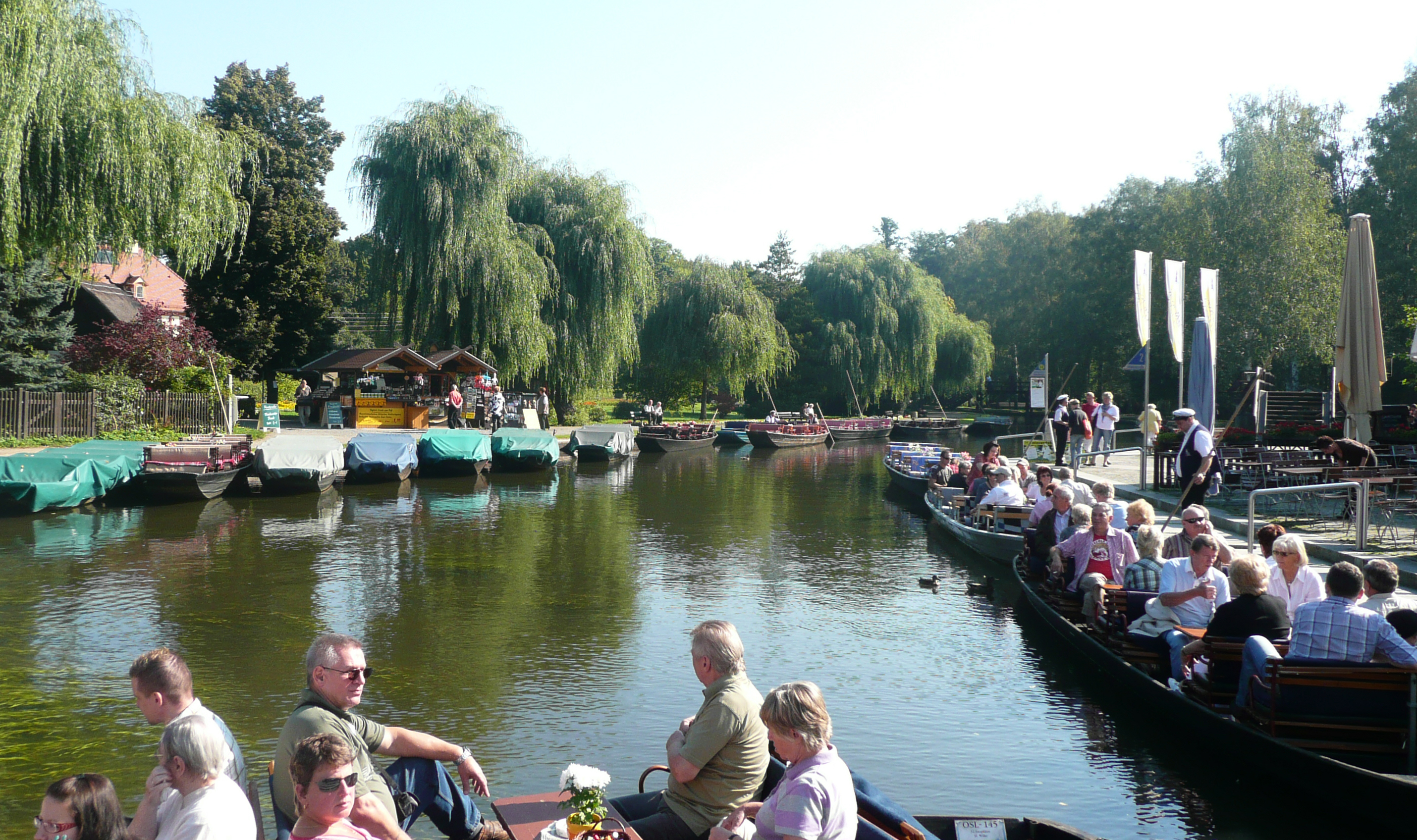
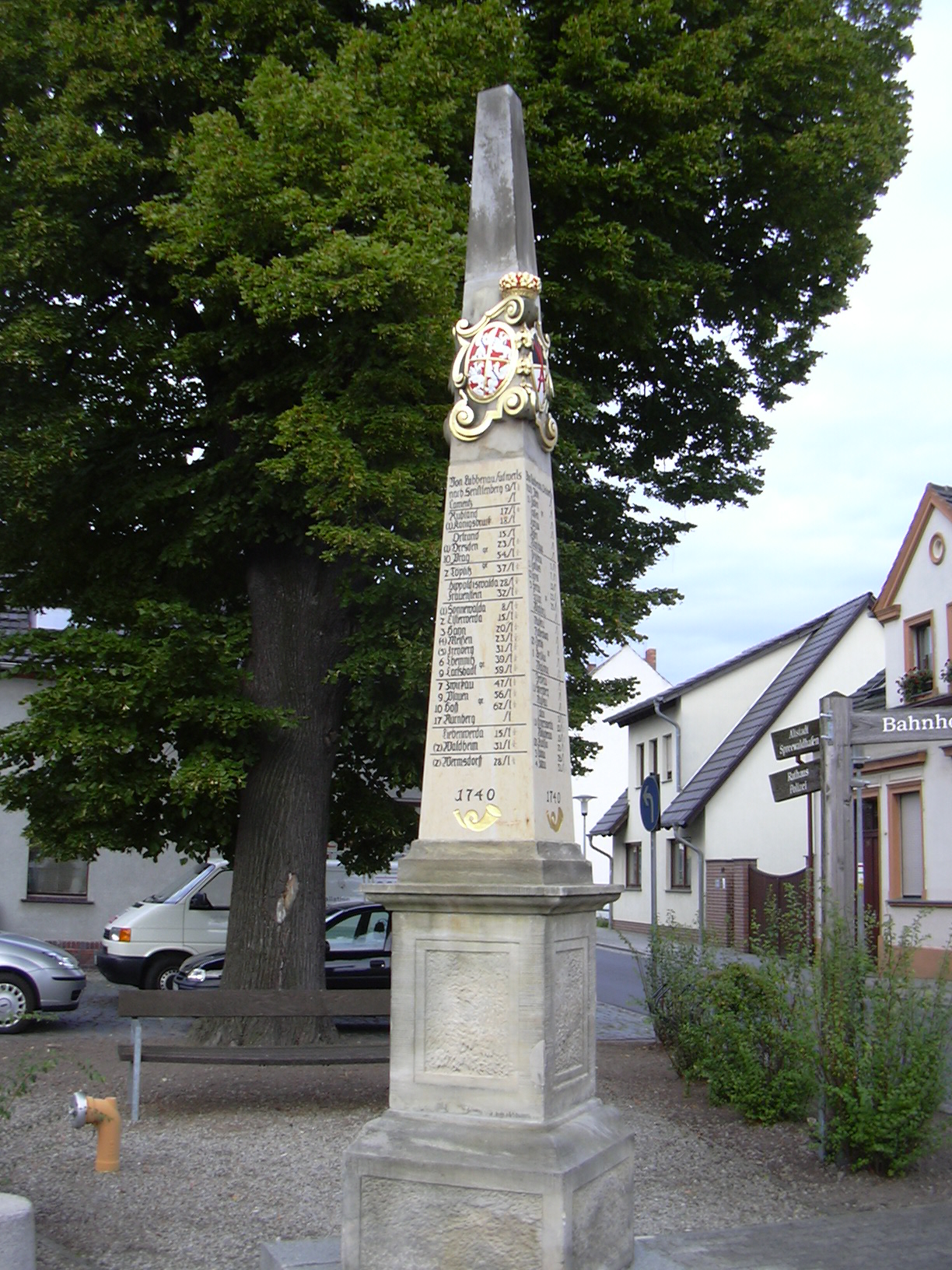
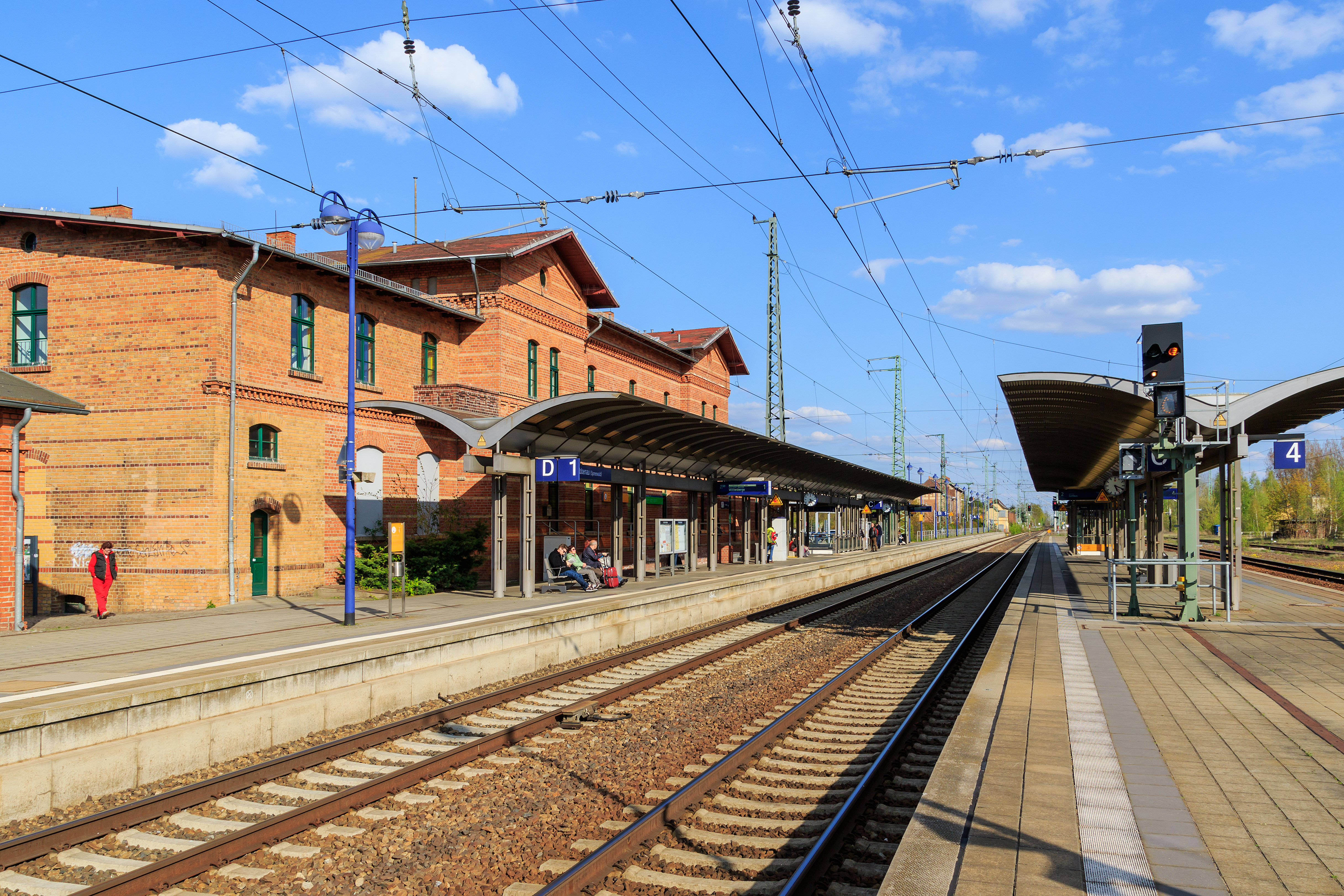